# Dingo Đông Dương

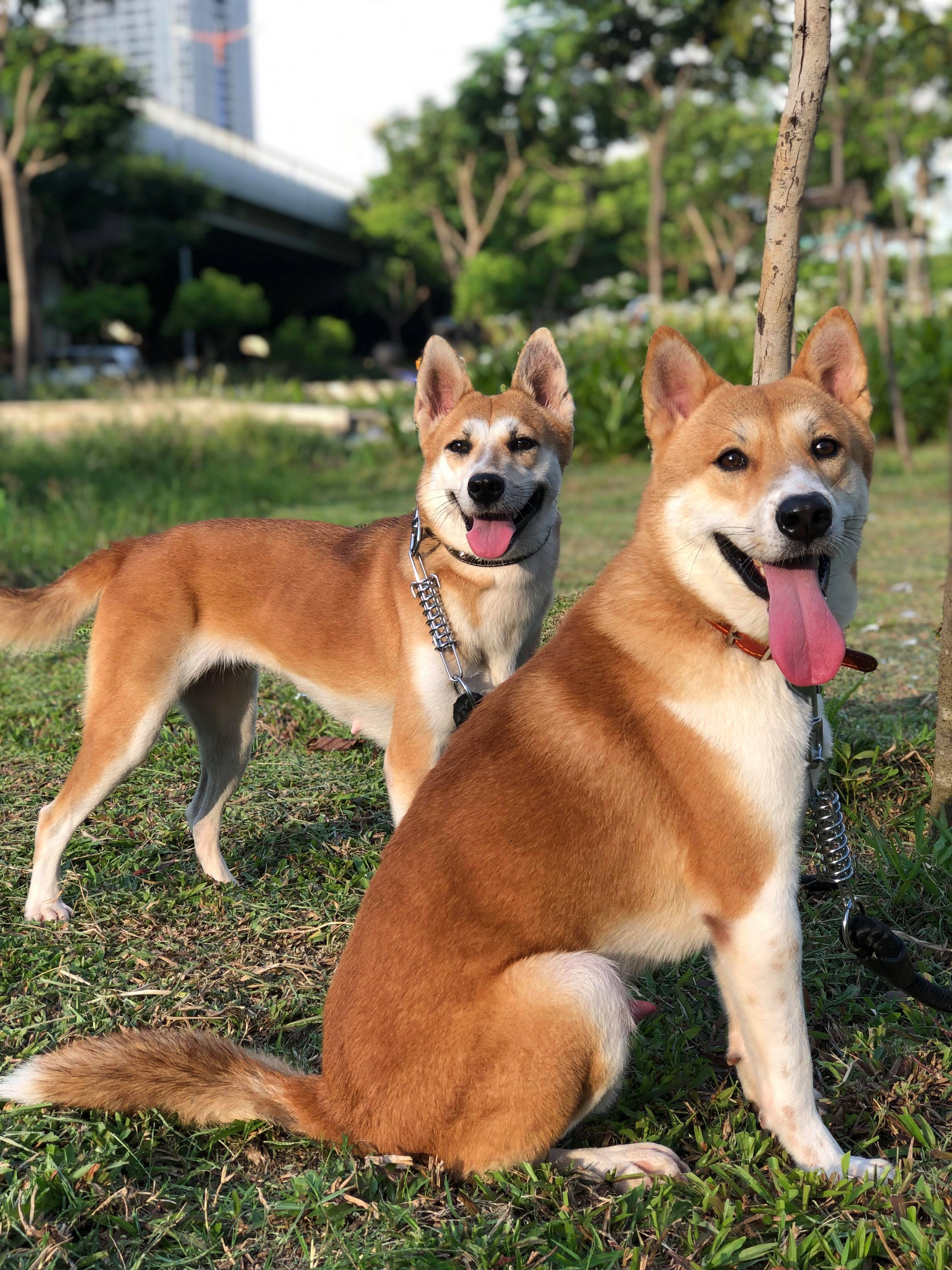

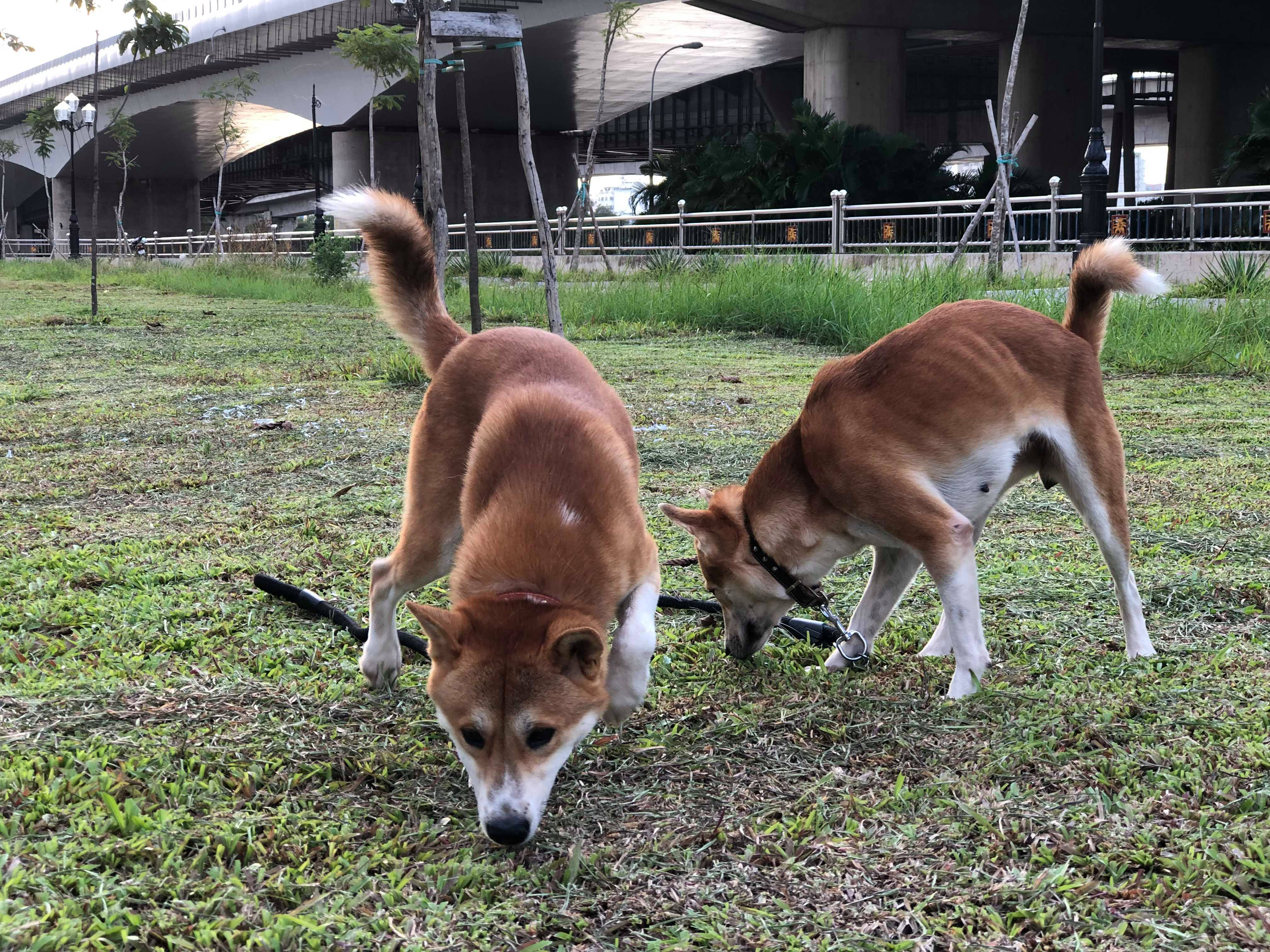
Dingo Đông Dương

Dingo Đông Dương (Indochina Dingo) hay chó Lài, chó Lài sông Mã, là một trong bốn loại chó đặc biệt của Việt Nam ("tứ đại quốc khuyển" ): (chó Bắc Hà, chó Phú Quốc, chó H'Mông Cộc, Dingo Đông Dương). Đây là một trong những giống chó cổ xưa, có nguồn gốc từ vùng núi phía bắc của Việt Nam và ở một số vùng thuộc bán đảo Đông Dương. Dingo Đông Dương có chung tổ tiên với loài Dingo Úc (Canis lupus dingo) và Dingo New Guinea. Các nhà nghiên cứu, bảo tồn của Úc đã phát hiện, nghiên cứu và đưa ra tiêu chuẩn của loài Dingo này. Chó Đông Dương là một trong 4 loài chó quý của Việt Nam.

## Ngoại hình

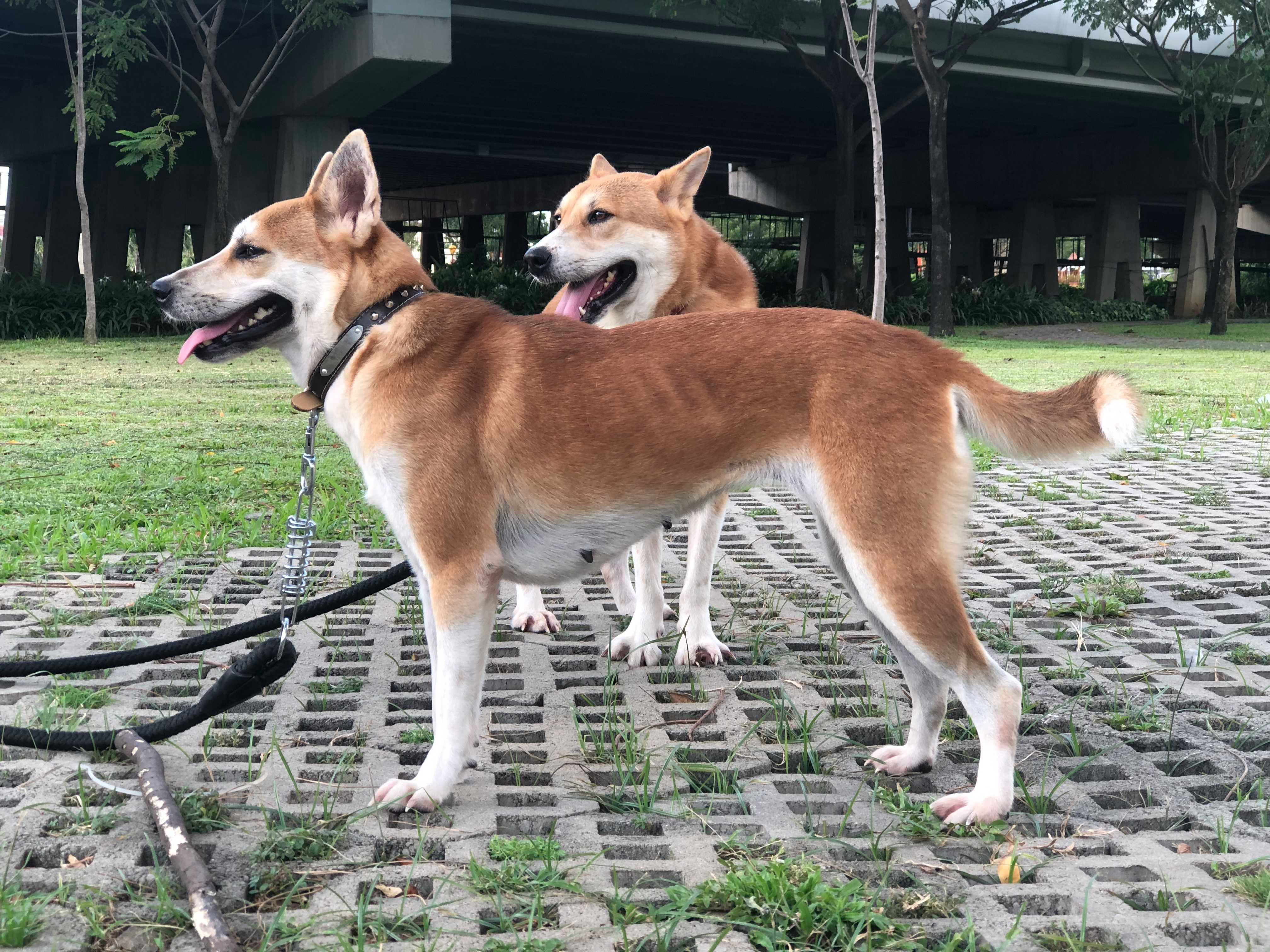
pho